# Спутник (бюро)
БММТ «Спутник» — туристическая организация, созданная в СССР в 1958 году. Крупнейшая в мире молодёжная туристическая организация в 1980-х годах.

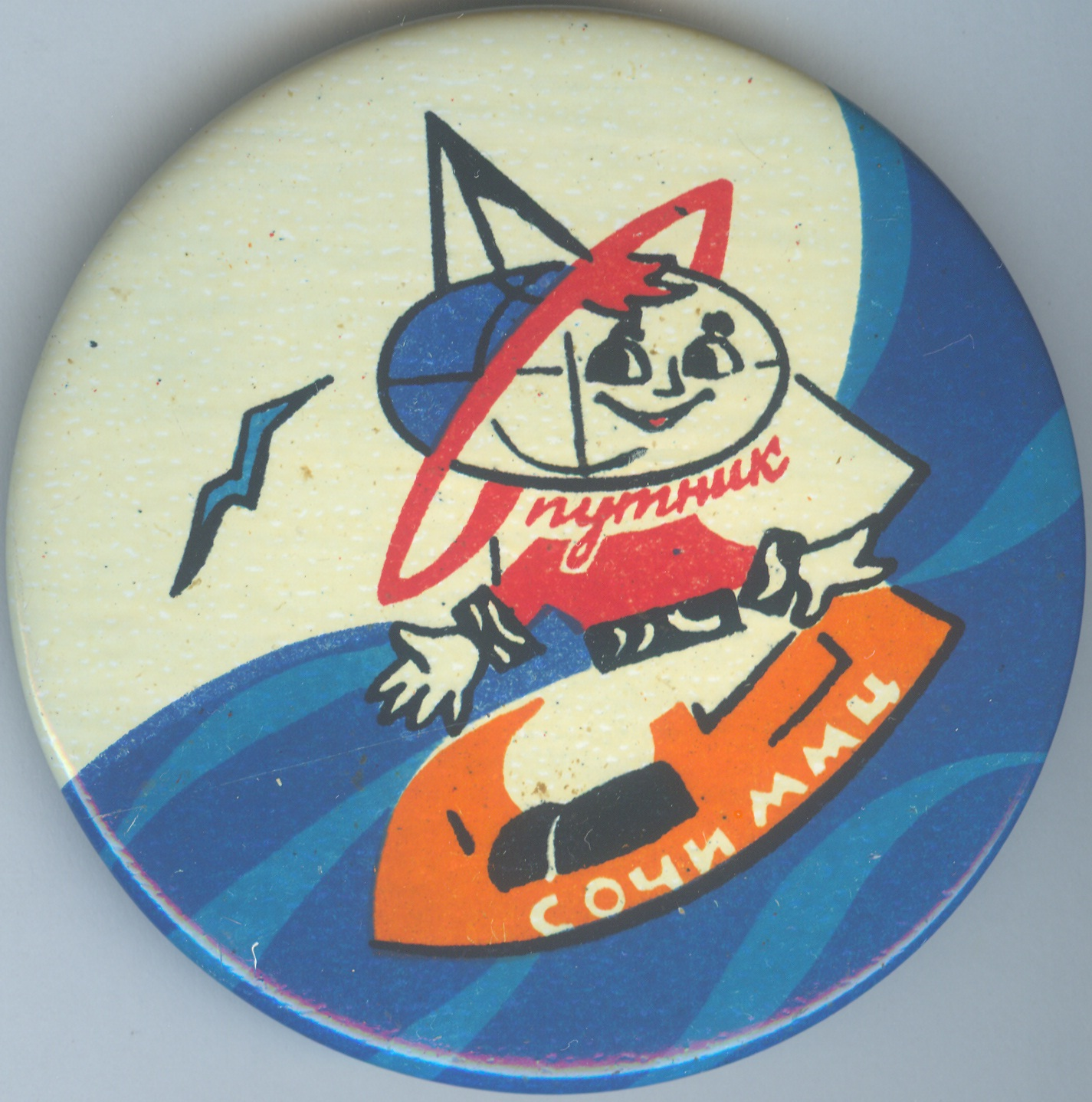
Значок: Спутник Международный Молодёжный Центр, Сочи, СССР, 1981г.

## История
Бюро международного молодежного туризма «Спутник» было создано 3 июня 1958 года по распоряжению Совета Министров СССР. К 1978 году бюро сотрудничало с 518 партнёрами в 84 странах мира, а количество ежегодно обслуживаемых туристов составляло около 3 миллионов человек.
В 1980 году «Спутник» был официальным партнёром Оргкомитета по проведению XXII летних Олимпийских игр в Москве.
В 1980-х годах бюро стало крупнейшей в мире молодёжной туристической организацией.
В 1985 году «Спутник» стал одним из главных организаторов проведения в Москве XII Всемирного фестиваля молодёжи и студентов.
К 1988 году ежегодное количество туристов выросло до 5 миллионов человек.
В системе бюро было построено 25 международных центров и гостиниц на 9500 мест.
С 1991 года организация продолжила деятельность как ЗАО «Спутник», оставаясь одной из крупнейших туристических компаний России.
«Спутник» активно развивает в России международную программу для студентов и школьников International Student Identity Card.